# Armorial des communes de Mayotte
Cette page dresse les armoiries (figures et blasonnements) connues des communes de Mayotte disposant d'un blason.
| Blason de Mayotte | Blason  | Coupé d'azur au croissant d'argent, et de gueules aux deux fleurs d'or boutonnées d'argent, à la bordure dentelée d'argent brochant sur le tout. |
| Blason de Mayotte | Détails | Le statut officiel du blason reste à déterminer.                                                                                                 |

- Haut – A
- B
- C
- D
- E
- F
- G
- H
- I
- J
- K
- L
- M
- N
- O
- P
- Q
- R
- S
- T
- U
- V
- W
- X
- Y
- Z

## A
| Blason de Acoua | Blason  | Ecartelé de gueules et de sinople, à un besant de gueules brochant sur le tout chargé de ........[précision nécessaire], surmonté d'un croissant d'argent, à la champagne d'argent trellisée de sable chargée de cinq ondes d'azur. |
| Blason de Acoua | Détails | Le statut officiel du blason reste à déterminer. |

## B
| Blason à dessiner | Blason  | Blason de Bandraboua                             |
| Blason à dessiner | Détails | Le statut officiel du blason reste à déterminer. |

| Blason à dessiner | Blason  | Blason de Bandrélé                               |
| Blason à dessiner | Détails | Le statut officiel du blason reste à déterminer. |

| Blason à dessiner | Blason  | Blason de Bouéni                                 |
| Blason à dessiner | Détails | Le statut officiel du blason reste à déterminer. |

## C
| Blason à dessiner | Blason  | Blason de Chiconi                                |
| Blason à dessiner | Détails | Le statut officiel du blason reste à déterminer. |

| Blason à dessiner | Blason  | Blason de Chirongui                              |
| Blason à dessiner | Détails | Le statut officiel du blason reste à déterminer. |

## D
| Blason à dessiner | Blason  | Blason de Dembéni                                |
| Blason à dessiner | Détails | Le statut officiel du blason reste à déterminer. |

| Blason à dessiner | Blason  | Blason de Dzaoudzi                               |
| Blason à dessiner | Détails | Le statut officiel du blason reste à déterminer. |

## K
| Blason de Kani-Kéli | Blason  | Tranché; au premier burelé d'or et de gueules d'une multitude de pièces, au deuxième burelé ondé d'azur et d'argent d'une multitude de pièces ; à l'écusson de gueules à un mont de sinople mouvant de la pointe d'une divise du même et à trois baobabs arrachés d'argent, celui de la pointe brochant sur le mont, brochant en abîme. Devise: KANI-KELI. |
| Blason de Kani-Kéli | Détails | Différences entre dessin et blasonnement : les baobabs ne sont pas représentés arrachés. Le statut officiel du blason reste à déterminer. |

| Blason à dessiner | Blason  | Blason de Koungou                                |
| Blason à dessiner | Détails | Le statut officiel du blason reste à déterminer. |

## M
| Blason à dessiner | Blason  | Blason de Mamoudzou                              |
| Blason à dessiner | Détails | Le statut officiel du blason reste à déterminer. |

| Blason à dessiner | Blason  | Blason de Mtsamboro                              |
| Blason à dessiner | Détails | Le statut officiel du blason reste à déterminer. |

| Blason à dessiner | Blason  | Blason de M'tsangamouji                          |
| Blason à dessiner | Détails | Le statut officiel du blason reste à déterminer. |

## O
| Blason à dessiner | Blason  | Blason de Ouangani                               |
| Blason à dessiner | Détails | Le statut officiel du blason reste à déterminer. |

## P
| Blason à dessiner | Blason  | Blason de Pamandzi                               |
| Blason à dessiner | Détails | Le statut officiel du blason reste à déterminer. |

## S
| Blason à dessiner | Blason  | Blason de Sada                                   |
| Blason à dessiner | Détails | Le statut officiel du blason reste à déterminer. |

## T
| Blason à dessiner | Blason  | Blason de Tsingoni                               |
| Blason à dessiner | Détails | Le statut officiel du blason reste à déterminer. |